# БО-59
«БО-59» («Бегущий олень-59») — спортивная произвольная винтовка с быстрой перезарядкой под патрон центрального воспламенения 7,62×54 мм R. Разработана на Ижевском машиностроительном заводе для стрельбы на 100 м по быстро движущейся мишени в виде «Бегущего оленя».

## Конструктивные особенности
Имеет продольно-скользящий затвор с запиранием при повороте на два боевых упора, приводимый в действие продольно перемещаемой от руки рамой. Конструкция затвора и затворной рамы в целом копирует винтовку «Гаранд».
Ударно-спусковой механизм куркового типа. Ложa спортивная, приспособленная для стрельбы по движущейся цели. Ёмкость магазина в три патрона определятся спецификой стрельбы и правилами соревнований, в соответствии с которыми спортсмену необходимо было сделать один выстрел при движении мишени в одну сторону и второй выстрел при движении мишени в другую сторону. Третий патрон в магазине является резервным на случай осечки. Стрельба по мишени " Бегущий Олень " велась как одиночными так и двойными выстрелами за один пробег мишени в " окне "21- метр на дистанции 100 метров стрелок делает 2 выстрела за 4 — секунды в " поводке " за мишенью, перезарежая оружие не опуская его, " Это стрелковое упражнение и называлось ПВ −3 (произвольная винтовка — 3 упражнение , 25 выстрелов по 2 выстрела в каждую сторону . На груди мишени " Бегущий Олень " 5 — самый большой результат, затем 4-3-2-1…